# Comando Ekaitz
El «comando Ekaitz», también conocido como «comando Levante» o «comando Itinerante», fue un grupo de la organización terrorista ETA que estuvo operativo entre los años 1991 y 1992. Surgió poco después de la desarticulación, en 1991, del «comando Barcelona» de Juan Carlos Monteagudo y Félix Erezuma, con el objetivo de cometer atentados en Cataluña durante la víspera de los Juegos Olímpicos de Barcelona.
Sin embargo, este comando no solo cometió acciones terroristas en tierras catalanas, sino que su campo de acción se amplió a Andalucía, Aragón, Comunidad Valenciana, Comunidad de Madrid, Islas Baleares y la Región de Murcia.
El 22 de marzo de 1992, a pocos meses del comienzo de las Olimpiadas, fue detenido en Tarragona el miembro del comando Fernando Díez Torre, quedando así el grupo completamente desarticulado. Los demás miembros del comando huyeron, siendo todos ellos detenidos años después.

## Componentes
- José Luis Urrusolo Sistiaga, «Langile».[1]
- Idoia López Riaño, «La Tigresa».[2]
- Idoia Martínez García, «Alba».[3]
- Itziar Alberdi Uranga, «María».[4]
- Jesús Narváez Goñi, «Pajas».[5]
- Fernando Díez Torre, «Marraski».[6]

## Acciones terroristas
- 04/03/1991: asesinato en Valencia de Edmundo Casañ Pérez-Serrano, directivo de la empresa Ferrovial.
- 15/04/1991: explosión de un coche bomba junto a la casa-cuartel de la Guardia Civil en Torremolinos (Málaga), dejando un saldo de cuatro heridos.
- 24/05/1991: explosión de un artefacto en la entrada de los apartamentos Diano de Marbella (Málaga).
- 24/05/1991: explosión de un artefacto en el restaurante Le Buffette de Estepona (Málaga).
- 24/05/1991: explosión de un artefacto en el restaurante Rex de Mijas (Málaga).
- 24/05/1991: explosión de un artefacto en el restaurante Milano de Santa Pola (Alicante).
- 24/05/1991: explosión de un artefacto en el hotel Mar Bella de Torrevieja (Alicante).
- 12/06/1991: asesinato en Madrid de los Tedax del Cuerpo Nacional de Policía (CNP) Andrés Muñoz Pérez y Valentín Martín Sánchez.[7]
- 30/07/1991: explosión de un artefacto explosivo junto a un chalet de Palma de Mallorca en el que vivían cuatro alféreces de complemento. Hubo dos heridos.
- 30/07/1991: explosión de un coche bomba junto a unas viviendas militares en Palma de Mallorca, provocando varios heridos leves.[8]
- 16/09/1991: asesinato en Muchamiel de los policías locales José Luis Jiménez Vargas y Víctor Manuel Puerta Viera, así como también de Francisco Cebrián Cabezas, gruista municipal.
- 24/10/1991: desactivado en Zaragoza un coche bomba cargado con 30 kilos de amosal y otros 25 de tornillería que presuntamente iba a ser explosionado al paso de algún vehículo militar.[9]
- 13/12/1991: asesinato en Barcelona de los agentes del CNP Francisco Javier Delgado González-Navarro y José Antonio Garrido Martínez.[10]
- 08/01/1992: Asesinato en Barcelona de Arturo Anguera Vallés, comandante del Ejército del Aire.[11]
- 15/01/1992: asesinato en Valencia de Manuel Broseta Pont, catedrático de Derecho mercantil.
- 16/01/1992: asesinato en Barcelona de Virgilio Más Navarro y Antonio Querol Queralt, suboficiales del Ejército de Tierra.
- 10/02/1992: asesinato en Murcia del agente del CNP Ángel García Rabadán.
- 19/03/1992: asesinato en Llissá de Munt (Barcelona) de Enrique Martínez Hernández, cabo de la Guardia Civil.
- 19/03/1992: asesinato en San Quirico del Vallés (Barcelona) del albañil Antonio José Martos Martínez.

## Detenciones
- 22/03/1992: detenido en Tarragona de Fernando Díez Torre.
- 25/08/1994: detenida Idoia López Riaño cerca de Aix-en-Provence (Francia).
- 16/01/1997: detenido José Luis Urrusolo Sistiaga en las proximidades de Burdeos (Francia).
- 06/11/1997: detenida Idoia Martínez García en La Rochelle (Francia).
- 16/02/2014: detenidos en Puerto Vallarta (México) la pareja Itziar Alberdi Uranga y Juan Jesús Narváez Goñi.